# دان كينيدي (كاتب)
دان كينيدي (بالإنجليزية: Dan Kennedy)‏ هو كاتب أمريكي، ولد في 19 ديسمبر 1967.